# Písek
Písek (tyska: Pisek) är en stad i södra Tjeckien med 29 838 invånare (2016). Den är huvudorten i distriktet Písek.